# Ходжа, Юл
Юл Ходжа (алб. Yll Hoxha; 26 декабря 1987 года, Приштина) — косоварский футболист, играющий на позиции полузащитника. Ныне выступает за албанский клуб «Фламуртари».

## Клубная карьера
Юл Ходжа родился в косовской столице Приштине и начал свою карьеру футболиста в одноимённом клубе, выступавшем в косовской Суперлиге. В мае 2009 года он перешёл в финский клуб ТПС. В финской Вейккауслиге Ходжа изредка появлялся на поле, выходя на замены. По итогам сезона 2009 он вернулся в Косово, где играл за команду «Хюси».
Летом 2012 года Ходжа перешёл в клуб албанской Суперлиги «Кукеси», где отыграл следующие 3 года. В его составе он дебютировал в еврокубках и забил там гол, открыв счёт в домашнем поединке против боснийского «Сараево», проходившего в рамках квалификации Лиги Европы УЕФА 2013/14.
Летом 2015 года Ходжа стал игроком другой клуба албанской Суперлиги «Фламуртари».

## Карьера в сборной
17 февраля 2010 года Юл Ходжа дебютировал за сборную Косова в товарищеском матче против сборной Албании, выйдя в стартовом составе.

## Статистика выступлений

### В сборной
| Матчи и голы Юла Ходжи за сборную Косова | Матчи и голы Юла Ходжи за сборную Косова | Матчи и голы Юла Ходжи за сборную Косова           | Матчи и голы Юла Ходжи за сборную Косова | Матчи и голы Юла Ходжи за сборную Косова | Матчи и голы Юла Ходжи за сборную Косова | Матчи и голы Юла Ходжи за сборную Косова |
| №                                        | Дата                                     | Место проведения                                   | Соперник                                 | Счёт                                     | Голы                                     | Соревнование                             |
| ---------------------------------------- | ---------------------------------------- | -------------------------------------------------- | ---------------------------------------- | ---------------------------------------- | ---------------------------------------- | ---------------------------------------- |
| 1                                        | 17 февраля 2010                          | Городской стадион, Приштина                        | Албания                                  | 2:3                                      | —                                        | Товарищеский матч                        |
| 2                                        | 21 мая 2014                              | Олимпийский стадион Адем Яшари, Косовска-Митровица | Турция                                   | 1:6                                      | —                                        | Товарищеский матч                        |
| 3                                        | 25 мая 2014                              | Стад де Женев, Женева                              | Сенегал                                  | 1:3                                      | —                                        | Товарищеский матч                        |

Итого: 3 матча / 0 голов; eu-football.info.